# Lioubov Dostoïevskaïa
Lioubov Fiodorovna Dostoïevskaïa ou Aimée Dostoïevskaïa (en russe : Любо́вь Фёдоровна Достое́вская), née le 26 septembre 1869, à Dresde — morte le 10 novembre 1926, en Italie est une auteure de mémoires, la seconde des quatre enfants de Fiodor Dostoïevski et d'Anna Dostoïevskaïa née Snitkina, après Sophie, née le 22 février 1868 (qui meurt d'un refroidissement à l'âge de trois mois) ; avant les deux fils : Fiodor et Alexeï qui naissent respectivement en 1871 et en 1875.

## Biographie
Fiodor Dostoïevski aimait tendrement sa seconde fille. Quelques mois après sa naissance, il écrit à sa nièce S. À Ivanova, le 14 (26) décembre 1869, de Dresde : 
« Je ne peux vous dire comme je l'aime. […] La petite est en bonne santé, gaie, avancée pour son âge, elle chante avec moi et rit tout le temps ; c'est un enfant calme et sans caprices. Elle me ressemble tellement que c'en est drôle.  »
Quand Liouba grandit, elle écrit des petits mots à son père (on en a conservé 11). Deux réponses de son père ont été conservées (l'une du 26 avril 1874 de Moscou et l'autre du 7 (19) août de Bad Ems).
Liouba a 11 ans quand son père meurt en 1881. Ses funérailles grandioses ont probablement impressionné un enfant sensible, et accru ses sentiments de douleur. Le spécialiste de Dostoïevski, Nikolaï Nasedkine écrit : « Les funérailles grandioses de Dostoïevski ont fortement impressionné sa fille, et l'ont aidé à se rendre compte qui était son père et de qui elle était la fille. Ce n'est pas la meilleure façon d'influer sur son caractère. <…> Beaucoup se souviennent qu'elle était peu sociable, orgueilleuse, insolente ».
Lioubov Fiodorovna n'a pas aidé sa mère à perpétuer la renommée de Dostoïevski en se forgeant une image propre de fille du célèbre écrivain et par la suite on se tint à l'écart d'Anna Dostoïevskaïa. Ses essais d'écrivaine ont donné les courts récits « Jeunes filles malades » (1911), les romans « L'émigrante » (1912), « L'avocate » (1913), qui n'ont pas vraiment été reconnus. Ces écrits ne lui ont pas rendu la vie plus facile.
En 1913, après un séjour à l'étranger pour un traitement médical elle décide d'émigrer. Elle écrit et elle publie (d'abord en allemand puis dans les autres langues européennes) son ouvrage principal «Dostoejewski geschildert von seiner Tochter» (München, 1920). Cet ouvrage paraît en russe sous le titre « Dostoïevski d'après le portrait qu'en
fait sa fille Lioubov Dostoïevskaïa » dans une variante très raccourcie. Le spécialiste de Dostoïevski, N. N. Nasedkine, écrit à ce propos : « L'ouvrage de la fille de Dostoïevski contient de nombreuses inexactitudes, des erreurs et des affirmations douteuses, mais en même temps il fournit beaucoup de précisions intéressantes pour le chercheur spécialisé dans l'étude de l'œuvre de son père ». Présenter ces mémoires sur Dostoïevski comme un « récit d'un témoin », peut être considéré comme un malentendu quand on pense à l'âge de Lioubov à la mort de son père. Il reste que les multiples portraits du père de Lioubov et de son entourage, sous la plume de sa fille, sont souvent utilisés par les chercheurs sur l'œuvre et la personne de Dostoïevski quand ils ne disposent pas d'autres sources plus fiables.
Les spécialistes de Dostoïevski (Sergueï Belov, V. A. Tounimanov) remarquent encore dans les ouvrages de Lioubov Fiodorovna des préjugés indéniables et des comptes rendus arbitraires des faits. Notamment quand elle rend compte des relations entre son père et sa maîtresse Apollinaria Souslova.

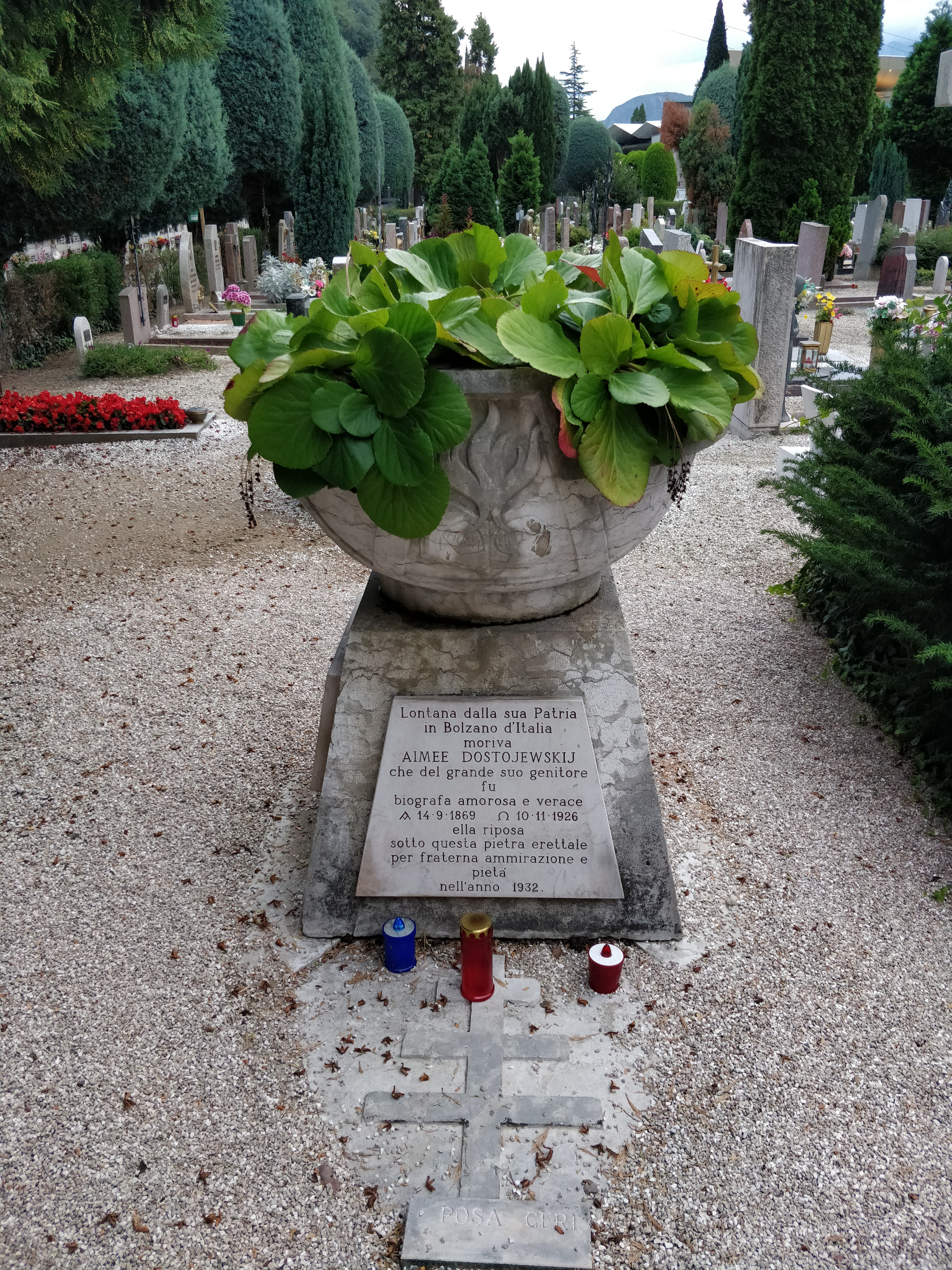
La tombe dans le cimetière de Bolzano

Lioubov Fiodorovna passa les deux dernières années de sa vie en Italie. Elle y meurt de leucémie le 10 novembre 1926, dans le village de Gries dans le sud du Tyrol, qui fait aujourd'hui partie de l'agglomération de Bolzano. Elle se trouvait dans la clinique privée du docteur F Riossler. Dans ses dernières volontés elle demande à son neveu Andréï de veiller à organiser « un service commémoratif pour sa grand-mère et son grand-père Dostoïevski ».
Ses funérailles ont lieu dans le nouvelle cimetière de Gries, qui fut désaffecté dans les années 1950. Sa dépouille et sa pierre tombale au nom d'Aimée Dostoïevskaïa (comme elle se faisait appeler à l'étranger) sont transférés à cette époque dans le cimetière central de la ville de Bolzano.